# 1958年のル・マン24時間レース

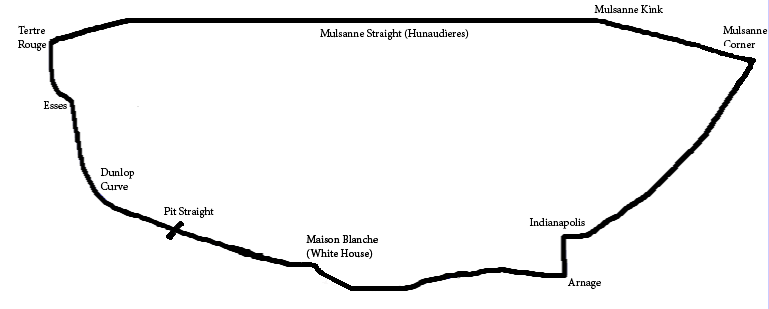
1958年のコース

1958年のル・マン24時間レース（24 Heures du Mans 1958 ）は、26回目のル・マン24時間レースであり、1958年6月21日から6月22日にかけてフランスのサルト・サーキットで行われた。

## 概要
出走したのは55台。
ジャガー・Dタイプ11号車が7時間目47周目37位で走行中、雨でスリップしてサーキットから飛び出し、運転していた「マリー」こと本名ピエール・ブロースレが死亡した。
完走は20台。
フィル・ヒル/オリヴィエ・ジャンドビアン組のフェラーリ・250TR58、14号車が24時間で4101.926kmを平均速度170.914km/hで走って優勝し、フェラーリの時代が幕を開けた。
ポルシェが3位にわずか1.6リットルの718RSスパイダー、4位に1.5リットルの718RS、5位に1.5リットルの550A RSと小排気量車で上位に食い込み注目された。